# Stora Ställtjärnen
Stora Ställtjärnen är en sjö i Säters kommun i Dalarna och ingår i Dalälvens huvudavrinningsområde.